# Мусин-Пушкин, Семён Александрович
Семён Алекса́ндрович Му́син-Пу́шкин (25 января [6 февраля] 1858, Мологский уезд, Ярославская губерния — 21 августа [3 сентября] 1907, Ярославль) — ярославский земский деятель, поэт и публицист из рода Мусиных-Пушкиных.

## Биография

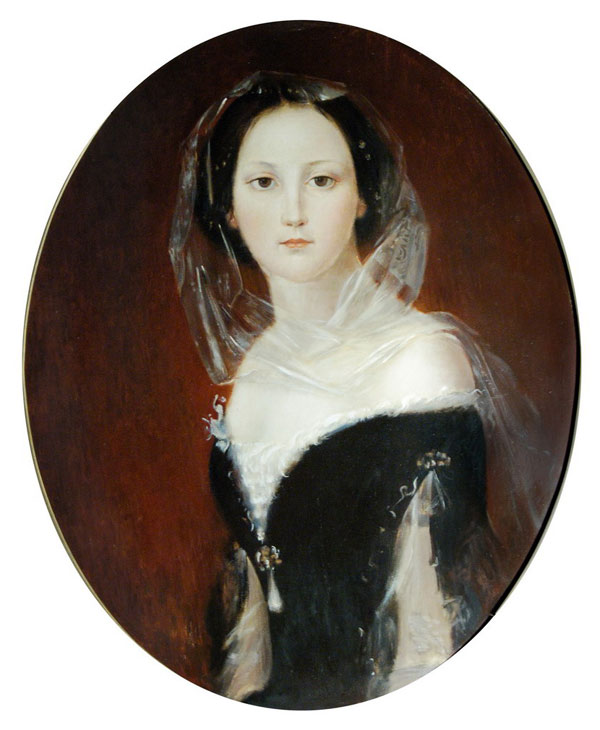
Е. В. Толстая

Родился в ныне затопленном сельце Часково (Частково) Мологского уезда Ярославской губернии в браке капитана Александра Илларионовича Мусина-Пушкина (1831—1863; страдал психической болезнью, которая, видимо, и предопределила его раннюю смерть; окончил жизнь в сумасшедшем доме) с его двоюродной сестрой, Елизаветой Васильевной (урожд. Толстая; 1827—1877). Крещён в Исаакиевском соборе; восприемниками были приятель отца, Владимир Николаевич Майков и Мария Николаевна Мусина-Пушкина.
Окончил Ярославскую гимназию (О. Демиховская указывает, что он учился в Санкт-Петербургской гимназии, но поскольку в 1873 году мать с сыновьями имела жительство в Мологе, выпускаться он мог именно в Ярославской гимназии). Известно, что летом 1870 года домашним учителем братьев Семёна и Юрия был А. Желябов — студент Новороссийского университета, будущий революционер-народоволец.
Был вольнослушателем Санкт-Петербургского университета, рядовым гвардейского полка и корреспондентом петербургских газет на болгаро-турецком фронте Русско-турецкой войны.
В 1878—1879 и в 1881 годах лечился от наследственного психического недуга, который проявлялся в семье «начиная с прапрадеда».
В 1884 году вышел в отставку и поселился в городе Мологе. Работал уездным гласным, земским начальником, членом училищного совета, был почётным мировым судьёй. Активный деятель народного просвещения. В 1901 году избран членом губернской земской управы и переехал в Ярославль. Во время Русско-японской войны по поручению земства собирал санитарные поезда.
С. А. Мусин-Пушкин вместе с поэтом Трефолевым, краеведом Якушкиным организовал подготовку к юбилею Пушкина в 1899 году; был председателем юбилейной комиссии по проведению Некрасовских дней в 1902 году.
В 1881 году издал под псевдонимом С. Частков сборник стихотворений «Недопетые песни». В Ярославле часто печатал свои стихи в газете «Северный край» и журнале «Вестник Ярославского земства» под псевдонимами Семён Частков и Иноземец. Написал «Очерки Мологского уезда», включающие сведения по истории, филологии, географии, археологии и этнографии, и «Кантату в память 25-летия со смерти Н. А. Некрасова», исполнявшуюся во время соответствующего юбилея в 1902 году. В 1907 году вышел его посмертный сборник «Стихотворения».
Имел прекрасно подобранную библиотеку (около 5 000 наименований книг, в том числе очень редкие экземпляры), на которую он не жалел средств.
21 августа 1907 года застрелился в Ярославле, оскорблённый не подтвердившимся впоследствии подозрением в растрате земских денег. Похоронен в Ярославле.